# 伊伐於慮鞮単于
伊伐於慮鞮単于（いはつおりょていぜんう、ピン音：Yīfáwūlǜdīchányú, ? - 59年）は、中国後漢時代の南匈奴の単于。烏珠留若鞮単于の子、丘浮尤鞮単于の弟。伊伐於慮鞮単于というのは称号で、姓は虚連題氏、名は汗という。

## 生涯
烏珠留若鞮単于の子として生まれる。
中元2年（57年）、兄の丘浮尤鞮単于が薨去すると、汗が伊伐於慮鞮単于として即位した。
永平2年（59年）、北匈奴の護於丘は千余人の衆を率いて南匈奴に来降した。この年、伊伐於慮鞮単于汗は薨去し、甥の適（醢僮尸逐侯鞮単于）が立った。

## 参考資料
- 『後漢書』（南匈奴列伝）